# Mine de Loulo
La mine de Loulo est une mine d'or située au Mali dans la région de Kayes. Elle est inaugurée en novembre 2005 et exploitée à partir de 2006 par la compagnie Randgold Resources. la mine d'or est la propriété de la société minière, Somilo : Société des Mines de Loulo SA, détenue à 80 % par Barrick et 20 % par l'Etat malien.

## Situation
Le permis d'exploitation d'une surface de 372 km2 situé sur la commune rurale de Sitakily dans le cercle de Kéniéba, s'étend à proximité de la rivière Falémé qui marque la frontière avec le Sénégal, à 21 km à l'ouest de la localité de Sitakily chef-lieu communal sur la route nationale RN 2 (axe Kayes-Kéniéba).

## Histoire
L'inauguration officielle de la mine se déroule le 12 novembre 2005 en présence du Président malien Amadou Toumani Touré, du président de Randgold Resources Philippe Liétard et de son directeur exécutif Mark Bristow.
En 2018, la mine passe sous le contrôle de la compagnie Barrick Gold à la suite de l'acquisition de Randgold.
Le 16 juin 2025, Le tribunal de commerce de Bamako placez, « sous administration provisoire » pour six mois, la mine de Loulo, sous contrôle de Barrick Gold.